# 島根県道278号矢尾今市線
島根県道278号矢尾今市線（しまねけんどう278ごう やびいまいちせん）は、島根県出雲市を通る一般県道である。

## 概要
出雲市矢尾町から出雲市今市町に至る。

### 路線データ
- 起点：島根県出雲市矢尾町（矢尾交差点、国道431号交点）
- 終点：島根県出雲市今市町（市役所前交差点、国道184号交点、島根県道27号出雲市停車場線・島根県道276号遙堪今市線終点）

## 歴史
- 2020年（令和2年）12月26日 - 大塚工区全線開通[1]。

## 路線状況

### バイパス
- 大塚工区（出雲市矢尾町 - 出雲市大塚町、1.6 km）- 2020年（令和2年）12月26日に全線開通[1]。

### 重複区間
- 島根県道276号遙堪今市線（出雲市姫原1丁目・姫原交差点 - 出雲市今市町・市役所前交差点（終点））

### 道路施設

#### 橋梁
- 高浜橋（堀川、出雲市）

## 地理

### 通過する自治体
- 島根県
  - 出雲市

### 交差する道路
| 交差する道路                                                              | 交差する場所 | 交差する場所          |
| ------------------------------------------------------------------------- | ------------ | --------------------- |
| 国道431号                                                                 | 矢尾町       | 矢尾交差点 / 起点     |
| 国道431号 / 東林木バイパス                                                | 矢尾町       |                       |
| 島根県道161号斐川出雲大社線                                               | 高岡町       | 高岡交差点            |
| 国道9号 / 出雲バイパス                                                    | 姫原1丁目    | 姫原交差点            |
| 島根県道276号遙堪今市線 重複区間起点                                      | 姫原1丁目    |                       |
| 国道184号 島根県道27号出雲市停車場線 島根県道276号遙堪今市線 重複区間起点 | 今市町       | 市役所前交差点 / 終点 |

### 交差する鉄道
- 一畑電車大社線

### 沿線
- 一畑電車大社線 高浜駅
- 出雲ドーム
- 出雲市立第三中学校
- 出雲市立大津小学校
- 出雲市役所